# Plebejus austera
Plebejus austera är en fjärilsart som beskrevs av Ruggero Verity 1931. Plebejus austera ingår i släktet Plebejus och familjen juvelvingar. Inga underarter finns listade i Catalogue of Life.